# Stabie

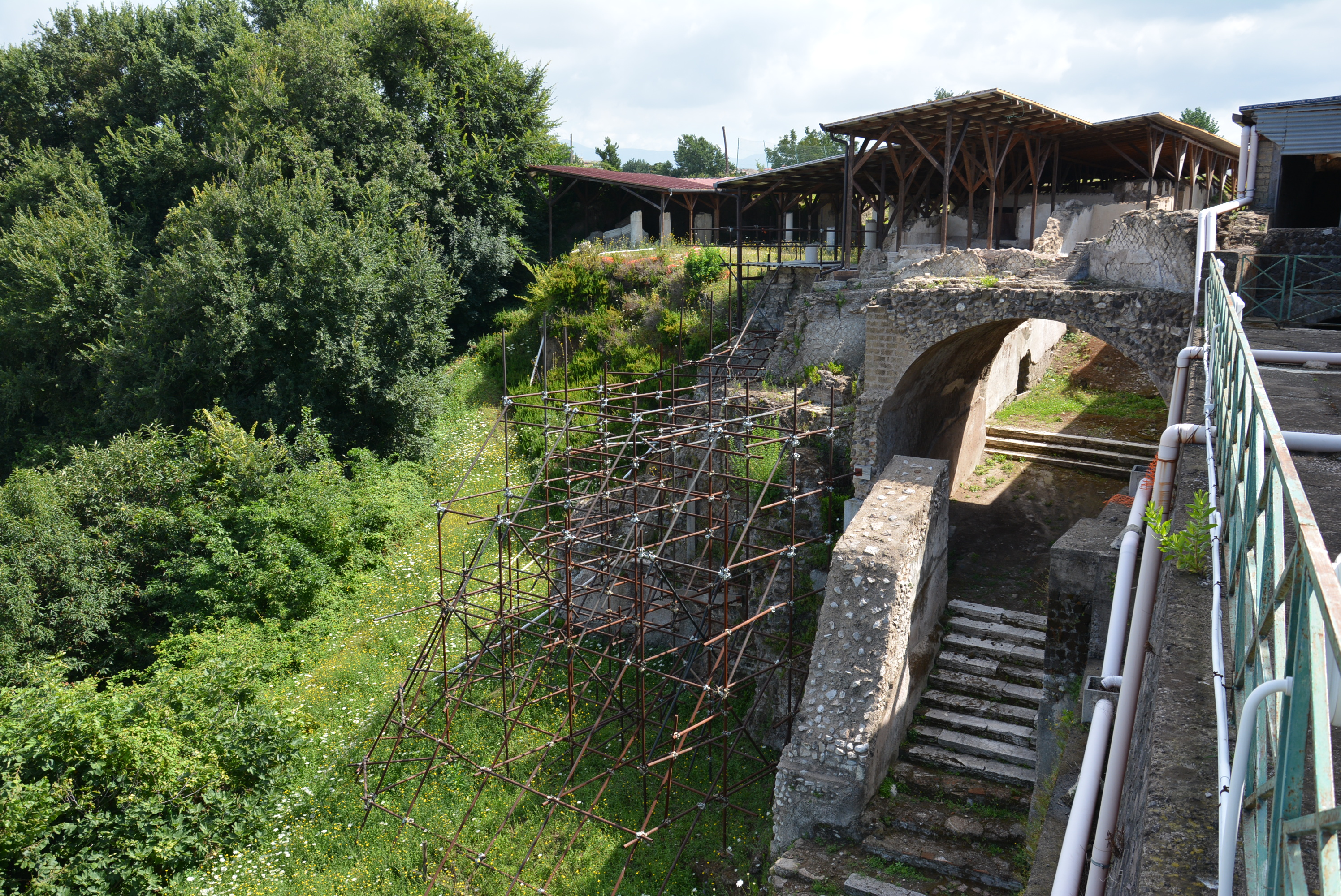
Villa San Marco

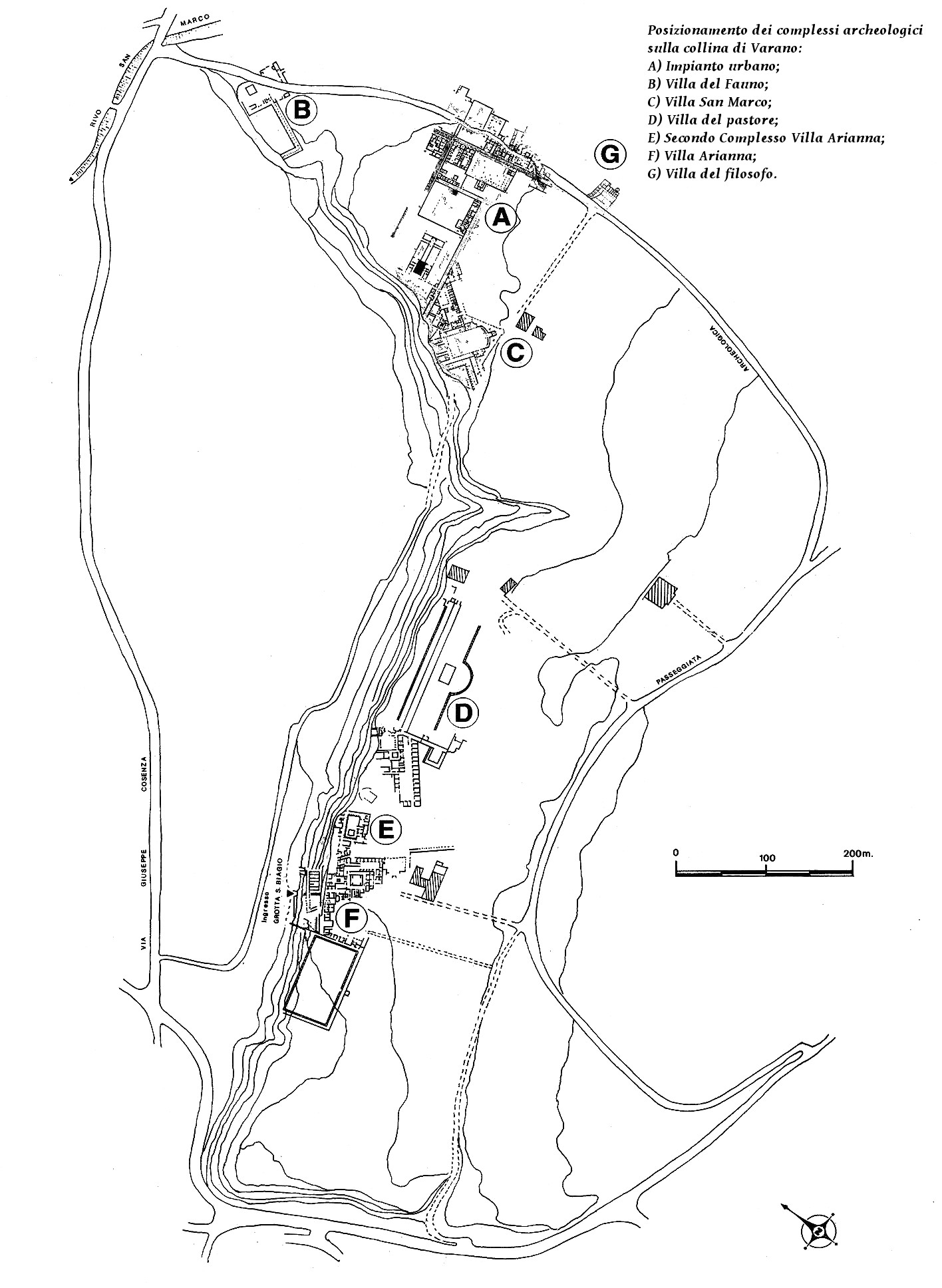
Plan wykopalisk w Stabiach

Stabie (łac. Stabiae) – miasto w starożytnej Kampanii, położone na południe od Pompejów; obecnie Castellammare di Stabia.
Miasto znacznie ucierpiało w wyniku trzęsienia ziemi w roku 62 lub 63 n.e., a w roku 79 n.e. zasypane popiołem wulkanicznym, stało się jednym z trzech całkowicie zniszczonych przez wybuch Wezuwiusza (pozostałe to Pompeje i Herkulanum). Wydarzenie to relacjonował w listach do Tacyta Pliniusz Młodszy, opisując m.in. śmierć swego wuja Pliniusza Starszego.
Wykopaliska na terenie Stabiów są prowadzone od XVIII wieku.